# Giallo

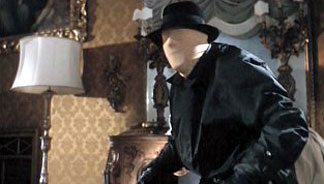
Kadr z filmu giallo Sześć kobiet dla zabójcy (1964), reż. Mario Bava

Giallo (z wł. "żółty") – popularny, głównie w latach siedemdziesiątych i osiemdziesiątych, nurt we włoskim kinie grozy. Mianem giallo określano krwawe kryminały wzorowane po części na tanich powieściach sensacyjnych i filmach Alfreda Hitchcocka.
Fabuła gialli opiera się głównie na zawikłanej zagadce kryminalnej, brutalnych morderstwach i poszukiwaniu ich sprawcy, w którym często biorą udział przypadkowe osoby – świadkowie działalności zbrodniarza. Częstym znakiem rozpoznawczym giallo są czarne rękawiczki noszone przez mordercę.
Za pierwszy film giallo uważa się La ragazza che sapeva troppo Mario Bavy. Reżyser powracał do tej tematyki także w późniejszych produkcjach. Nurtem zajmowali się też tacy twórcy jak Dario Argento (Profondo Rosso), Lucio Fulci (Non si sevizia un paperino), Lamberto Bava (Morirai a mezzanote) czy Michele Soavi (Deliria).
Filmy giallo często były cenzurowane i zakazane w wielu krajach z uwagi na efekty gore i sceny przemocy. Dziś gatunek ten w zasadzie nie funkcjonuje. Został zastąpiony przez swoją amerykańską odmianę – slasher.
Nazwa giallo – "żółty" pochodzi od żółtego koloru okładek popularnych we Włoszech powieści kryminalnych.